# Deutsches Theater Almaty
Das Deutsche Theater Almaty geht zurück auf das 1980 in Temirtau gegründete deutsche Nationaltheater in der Sowjetunion.

## Geschichte
In der frühen Sowjetunion bestanden in Engels, Odessa und Dnepropetrowsk deutsche Bühnen. Im Zuge der Deportationen wurden diese Theater geschlossen.
In den 1970er-Jahren beschloss das sowjetische Kulturministerium, für jede nationale Minderheit in der Sowjetunion ein eigenes muttersprachliches Theater einzurichten, was auch den Russlanddeutschen nicht verwehrt wurde. Die Kasachische Sozialistische Sowjetrepublik, damals Heimat von fast einer Million Russlanddeutscher, wurde als Standort des deutschen Theaters gewählt. Die erste Spielzeit begann am 6. Dezember 1975. Das Repertoire der ersten Spieljahre beinhaltete Stücke von Schukschin, Lessing, Goldoni, Ostrowski, und Dürrenmatt. Auf Tournee durch die Unionsrepubliken der Sowjetunion gastierte die Bühne in Dörfern, in denen Deutschsprachige lebten. Für dieses Publikum, das lediglich Mundart sprach und keine deutschsprachige Schulbildung hatten, waren die klassischen Stücke jedoch schwer verständlich.
Daraufhin wurden auch Stücke einheimischer russlanddeutscher Autoren aufgeführt. So wurde unter Regisseur Veniamin Kim das Stück „Der lustige Tag“ von Alexander Pokrowski in die Mundart der Wolgadeutschen übersetzt und war damit das erste Stück seit 1941 in dieser Mundart. Auch wurden Stücke erarbeitet, in denen das Volkstum der Russlanddeutschen dargestellt wurde. Solche Theaterstücke waren „Das Volksfest“ von Peter Warkentin und „Hab oft im Kreise der Lieben“ von Irene Langemann. Weitere Theaterautoren waren Emil Katzenstein, Woldemar Ekkert, Friedrich Bolger und Peter Klasse. Außerdem wurden die Stücke „Die Ersten“ von Alexander Reimgen, „Das Echo jener Jahre“ von Konstantin Ehrlich, „Wir sind nicht Staub im Wind“ von Hermann Arnhold, und „Menschen und Schicksale“ von Viktor Heinz aufgeführt.
Nach 1989 spielte das Theater in Almaty. Der Umzug fiel in eine Zeit, die wegen der politischer Veränderungen, die sich durch den Zerfall der Sowjetunion ergaben, ungünstig war, und es kam zur Umverteilung der Zuständigkeiten. Erst nach einigen Jahren erhielt die Truppe ein kleines ehemaliges Kino als Spielstätte. Gleichzeitig setzte die große Auswanderungswelle der Russlanddeutschen nach Deutschland ein. Nahezu alle Schauspieler und das Publikum zogen nach Deutschland. 1994 gründeten einige Schauspieler aus Almaty das Russland-Deutsche Theater in Niederstetten.
In Almaty gründete sich 1994 das Deutsche Theater Almaty neu, das als deutsches Experimentaltheater Kasachstans bekannt wurde.
Dank der Entwicklung der zwischenstaatlichen kulturellen Zusammenarbeit wurde ein gemeinsames Abkommen über die Organisation einer deutschen Theaterakademie auf Basis des damaligen Temirbek-Zhurgenow-Instituts für Theater und Kino unterzeichnet. Die Lehrer waren Spezialisten aus Deutschland, aber für die Kurse wurden Jungs und Mädels verschiedener Nationalitäten ausgewählt.
Die erste Auswahl der deutschen Akademie im Jahr 1992 bestand aus 20 jungen Deutschen, die aus 50 Interessenten aus ganz Kasachstan und den angrenzenden Regionen ausgewählt wurden. Die zweite Auswahl wurde 1993 angekündigt. Die Studenten dieser beiden Jahrgänge wurden sofort zu Schauspielern des Theaters. Werner Wier Bringel, Spezialist aus der Bundesrepublik Deutschland und Leiter der Akademie, sowie Professor für Schauspiel, etablierte einen intensiven Bildungsprozess. Die Studenten der Akademie hatten gleichzeitig die Möglichkeit, zu studieren und auf der Theaterbühne aufzutreten. Zwei Abschlussjahrgänge der Akademie aus dem Jahre 1996 und 1998 wurden zur Basis des neu gegründeten und bis heute bestehenden Deutschen Theaters. Eine Absolventin des zweiten Jahrgangs war Natascha Dubs, die heute die Chefregisseurin und künstlerische Leiterin des Theaters ist. Es war eine neue, völlig andere Generation von Schauspielern, die eine europäische Theaterausbildung erhielten, die sich natürlich auf die Schauspieltechnik und die Theaterästhetik im Allgemeinen auswirken musste.
Die Diplomarbeit der Absolventen des zweiten Jahrgangs der Akademie, die Inszenierung „Feld der Wunder“ des Theaterstücks von I. Lauzund, eröffnete dem Deutschen Theater in Almaty die Welt. Der Erfolg der Aufführung auf einer Gasttournee durch Deutschland im Jahr 1998 erlebte eine für das Theater unerwartete Fortsetzung. Es wurde außerhalb des Wettbewerbs auf das Festival der deutschsprachigen Studentengruppen nach München eingeladen, wo es von einer verzauberten Jury den Sonderpreis verliehen bekam.
Anschließend nahm die Aufführung von „Feld der Wunder“ an dem Festival „Theaterformen Expo-2000“ in Hannover, an dem Festival des deutschen Theaters in Gera, an dem Festival junger Schauspieler in Bensheim, sowie an dem Festival „Aua, wir leben“ in Bern teil. Ebenfalls war die Inszenierung Teil des außerwettbewerblichen Programms des Festivals „Theater der Welt“ in Berlin teil und wurde in Amsterdam und Basel aufgeführt.
Das Deutsche Theater ist heute als offene Plattform für gemeinsame Projekte mit Regisseuren aus Europa, Russland und Asien, sowie als lebendiger Ort für Diskussionen und kreative Experimente bekannt. Der neue Stil war ab und an etwas chaotisch, aber ebenso leuchtend und herausfordernd. Das Theater wurde zum einzigen experimentellen Theater des Landes, welches auf Deutsch spielt und Stücke von G. Bell, B. Brecht, F. Schiller, M. Auezow, Molière, S. Mrozhek, E. Schwartz, A. Tschechow, I. Goethe, A. Jarry, T. Williams, D. Joyce, W. Shakespeare, G. Buechner, oder R. Schimpelpfening zeitgleich in seinem Repertoire hat.
Im Jahr 2000 erhielt die DTA erstmals in der Geschichte der Schlossakademie Solitude (Stuttgart) ein Gruppenstipendium für 6 Personen. Regisseure und Schauspieler des DTA lebten und arbeiteten ein halbes Jahr lang in Deutschland und brachten zwei neue Inszenierungen nach Werken von M. Balian und O. Irvanets mit zurück.
Zu Beginn der 2000er Jahre besuchte das DTA große Festivals und nahm an Tourneen in Deutschland, Holland, Belgien, Österreich, Tschechien und Russland teil, wo es die Theaterkunst Kasachstans angemessen repräsentierte. Das Theater hat eine Zusammenarbeit mit verschiedenen Kulturinstitutionen sowohl in Kasachstan als auch in Europa aufgebaut. Der Einfluss der europäischen Kultur hat die kreativen Grenzen mit innovativen Ideen und mutigen Regieinszenierungen ausgeweitet.
Die Theatertruppe besteht heute aus 28 Schauspielern. Sie sind zum größten Teil Absolventen verschiedener Jahrgänge des deutschen Kurses der Zhurgenow-Akademie. Die Pädagogin und Meisterlehrerin der Jahrgänge 2013 und 2019 ist Natascha Dubs. Im Jahr 2020 fand eine neue, die neunte, Auswahl von Studenten für die deutsche Gruppe statt, die sich sofort dem Kollektiv anschlossen und den Schauspielberuf direkt auf der Theaterbühne erlernen. Dank des ständig nachfließenden „jungen Blutes“ bewahrt sich das Deutsche Theater seine Jugend.
Heute enthält das Repertoire des Theaters die besten Beispiele der Weltklassiker: „Die drei Schwestern“ von Tschechow, „Der Revisor“ von Gogol, oder „Ein Sommernachtstraum“ von Shakespeare. Sie erklingen von der Theaterbühne in der originalen Lesung des Regisseurs. Ebenso werden Interpretationen nach Stücken zeitgenössischer europäischer Autoren aufgeführt, wie „Die rasierten Flüge“ von Kerstin Specht (Deutschland), oder Aufführungen in deutscher Sprache, wie „Schlusschor“ von Boto Strauss und „Andorra“ von Max Frisch.
Auch Werke kasachischer Autoren finden sich im Repertoire. Eines der markantesten Werke des Theaters ist die Aufführung „Karagoz“, die auf einem Theaterstück von Muchtar Auezow basiert. Nach den kritiken der Experten handelt es sich um eine sehr zeitgenössische Inszenierung, die auf Basis des europäischen plastischen Theaters gesponnen wurde. Die Produktion ist das Ergebnis der gemeinsamen Bemühungen mit dem Goethe-Institut, mit dessen Hilfe das Stück weltweit zum ersten Mal ins Deutsche übersetzt wurde. Die Aufführung ist dreisprachig – Deutsch und Kasachisch mit Simultanübersetzung ins Russische. Zusammen mit der Regisseurin Natascha Dubs wurde dieses schöne Theaterprojekt von dem berühmten deutschen Choreografen Florian Bilbao geleitet. Mit diesem Bühnenstück nahm das Deutsche Theater zusammen mit drei weiteren Künstlerkollektiven im Dezember 2018 an einer Europatour teil, die in fünf europäischen Hauptstädten stattfand. Die Aufführung von „Karagoz“ sahen die Bewohner von Berlin, Paris, Brüssel, Wien und Moskau.
Das Republikanische Deutsche Dramatischen Theater befindet sich heute auf einem weiteren interessanten Lebensabschnitt, es hat sich an seiner neuen Adresse Ulica Papanina 70/1 niedergelassen.
Das Republikanische Deutsche Dramatische Theater ist auch heute noch das einzige professionelle deutsche Theater auf dem Gebiet der Länder der GUS, es ist eine der Institutionen, die die deutsche Sprache und Kultur bewahren und verbreiten. Dieser Mission folgend arbeitet es aktiv mit den deutschen Kulturzentren „Wiedergeburt“ sowie der Versammlung des Volkes Kasachstans zusammen; es steht in enger Partnerschaft mit dem Goethe-Institut Kasachstan sowie dem Generalkonsulat und der Botschaft der Bundesrepublik Deutschland in Kasachstan.
Das deutsche Theater ist in erster Linie ein professionelles Theater mit dem Anspruch, hochkünstlerisch und modern zu sein, eine Art Insel europäischer Kultur in Zentralasien.

## Belege
1. ↑  Russland Deutsches Theater, Niederstetten, abgerufen am 24. Juli 2022
2. ↑  Die Geschichte des Deutschen Theaters. In: Nemetski. Abgerufen am 20. Juli 2023.